# Bánkeszi
Bánkeszi (szlovákul: Bánov) község Szlovákiában, a Nyitrai kerületben, az Érsekújvári járásban.

## Fekvése
A Kisalföld északi részén, Érsekújvártól 7 km-re északra, a Nyitra jobb partján fekszik.

## Története
1113-ban a Zoborhegyi apátság birtokösszeírásában említik először.
Vályi András szerint "BÁNKESZI. Kesza. Tót falu Nyitra Vármegyében, birtokosai Gróf Károlyi, és más Uraságok, lakosai katolikusok, fekszik Nyitrától két mértföldnyire. Határja termékeny, legelője elég, malma helyben; de fája, piatzozása nintsen, földgyeiket négy marhával mivelik, és arató részt is többet adnak, mint más helységekben, mellyek miatt harmadik Osztálybéli."
Fényes Elek szerint "Bánkeszi, tót falu, Nyitra vármegyében, a Nyitra jobb partján, ut. p. Érsek-Ujvártól 1/2 órányira. Számlál 1462 kath. lak. – Van benne: kath. paroch. templom, több uri lakházak, jövedelmes malom a Nyitra vizén. Róna határja első osztálybeli, s igen termékeny; rétei kétszer kaszálhatók. F. u. gr. Károlyi, Motesiczky, Ordódy, s t. közbirtokosok."
A trianoni békeszerződésig Nyitra vármegye Érsekújvári járásához tartozott.

## Népessége
| Év:            | 1994. | 2004.   | 2014.   | 2024.   |
| -------------- | ----- | ------- | ------- | ------- |
| Emberek száma: | 3760  | 3742    | 3709    | 3548    |
| Eltérés:       |       | -0,47 % | -0,88 % | -4,34 % |

| Év:            | 2023. | 2024.   |
| -------------- | ----- | ------- |
| Emberek száma: | 3582  | 3548    |
| Eltérés:       |       | -0,94 % |

A legkorábbi a falu lakosaira név szerint vonatkozó források szerint a lakosság még a 16-17. században is magyar nyelvű lehetett, mely azonban az oszmán pusztítások eredményeként megfogyatkozott. A szláv elemek nagyobb arányú megjelenése az Alsó-Nyitra 17. század végi és 18. századi népességmozgásaihoz köthető. A betelepülő jelentős számú szláv népesség azután nagyrészt magába olvasztotta a környék maradék magyar lakosságát.
1910-ben 1833 lakosából 1767 szlovák, 50 magyar, 9 német és 7 egyéb anyanyelvű. Kiskeszinek 362 lakosából 339 szlovák, 16 magyar, 5 német és 2 egyéb anyanyelvű volt.
1919-ben 1867 lakosából 1820 csehszlovák és 47 magyar nemzetiségű, ebből 1832 római katolikus és 35 zsidó vallású. Kiskeszi 386 lakosából 357 csehszlovák, 25 magyar és 4 német, ebből 378 római katolikus, 2 református, 5 evangélikus és 1 zsidó vallású.
2001-ben 3767 lakosából 3693 fő szlovák és 33 magyar volt.
2011-ben 3730 lakosából 3609 fő szlovák és 30 magyar volt.
2021-ben 3697 lakosából 3426 (+7) szlovák, 42 (+7) magyar, 4 (+1) cigány, 1 ruszin, 21 (+16) egyéb és 203 ismeretlen nemzetiségű volt.

## Neves személyek
- Itt született 1920-ban Lipcsey Gyula pedagógus.

## Nevezetességei

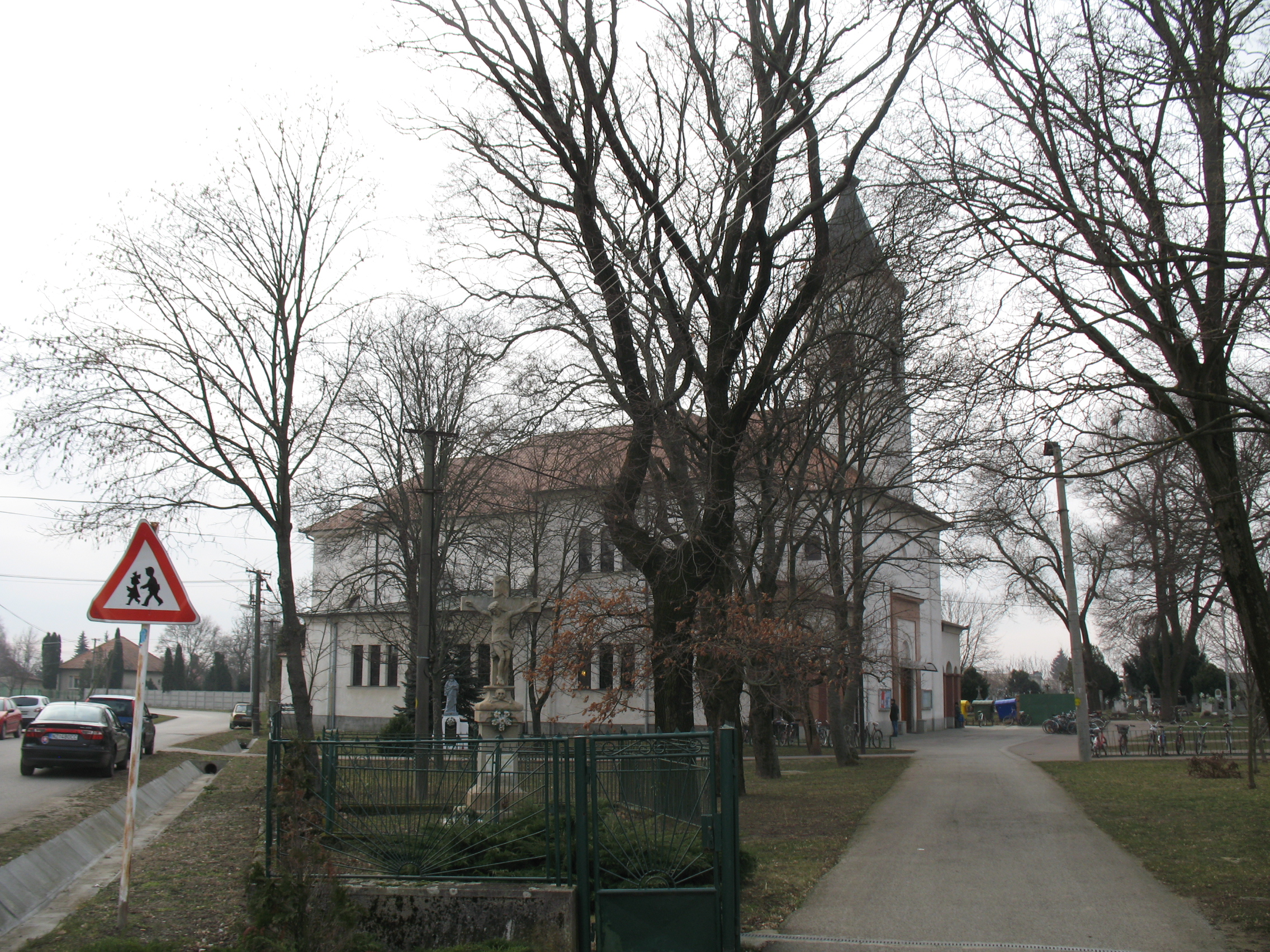
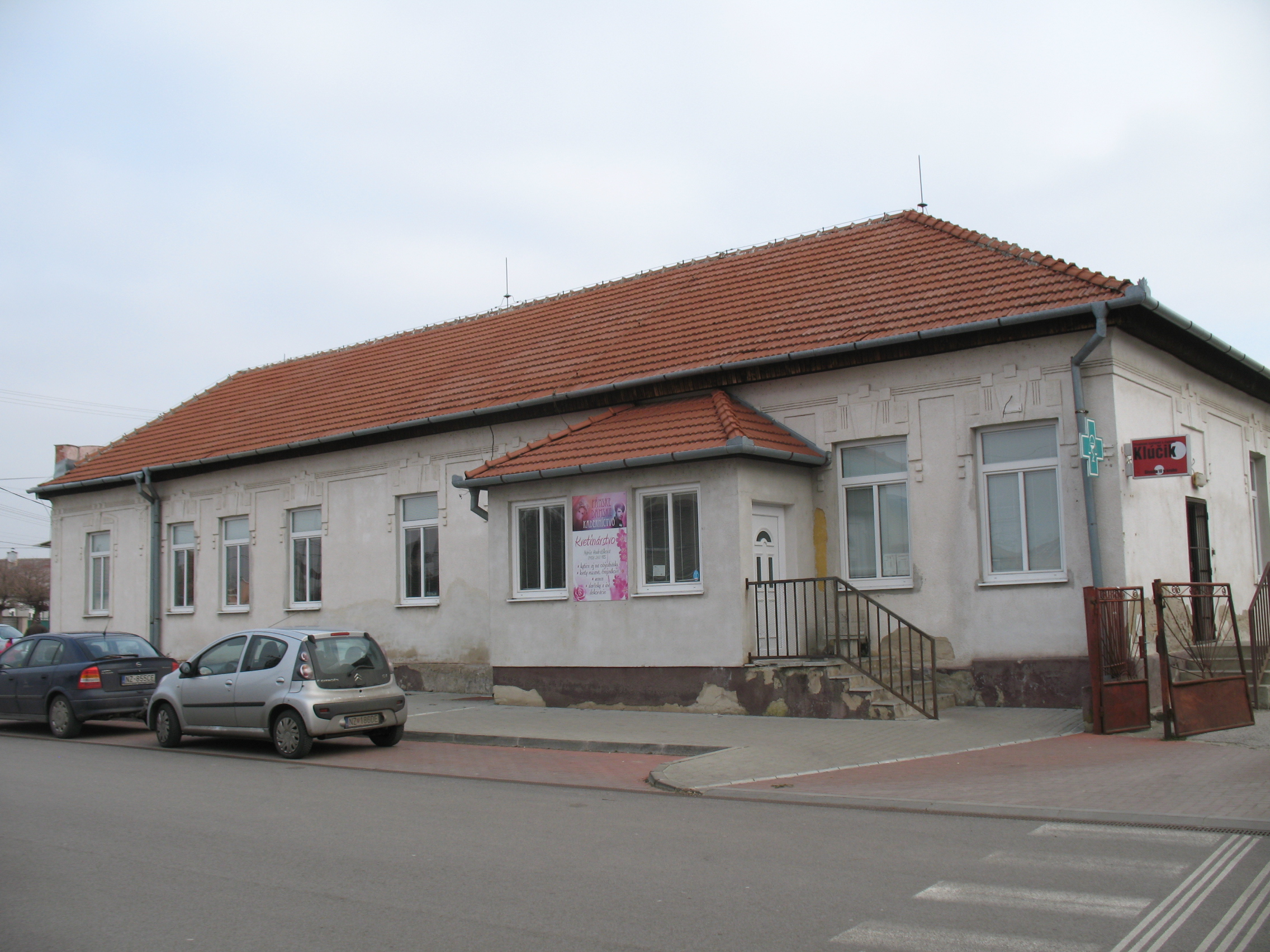
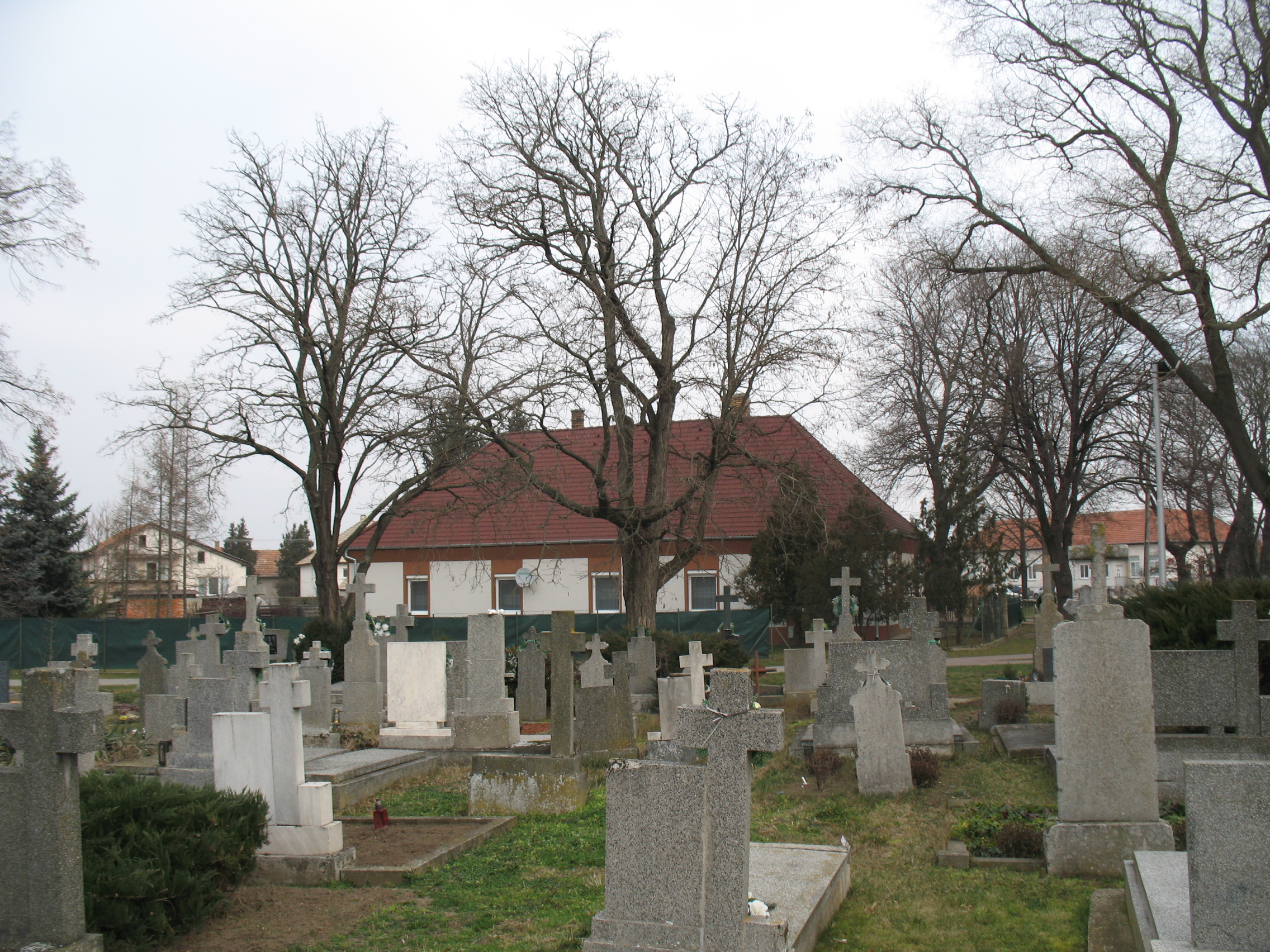
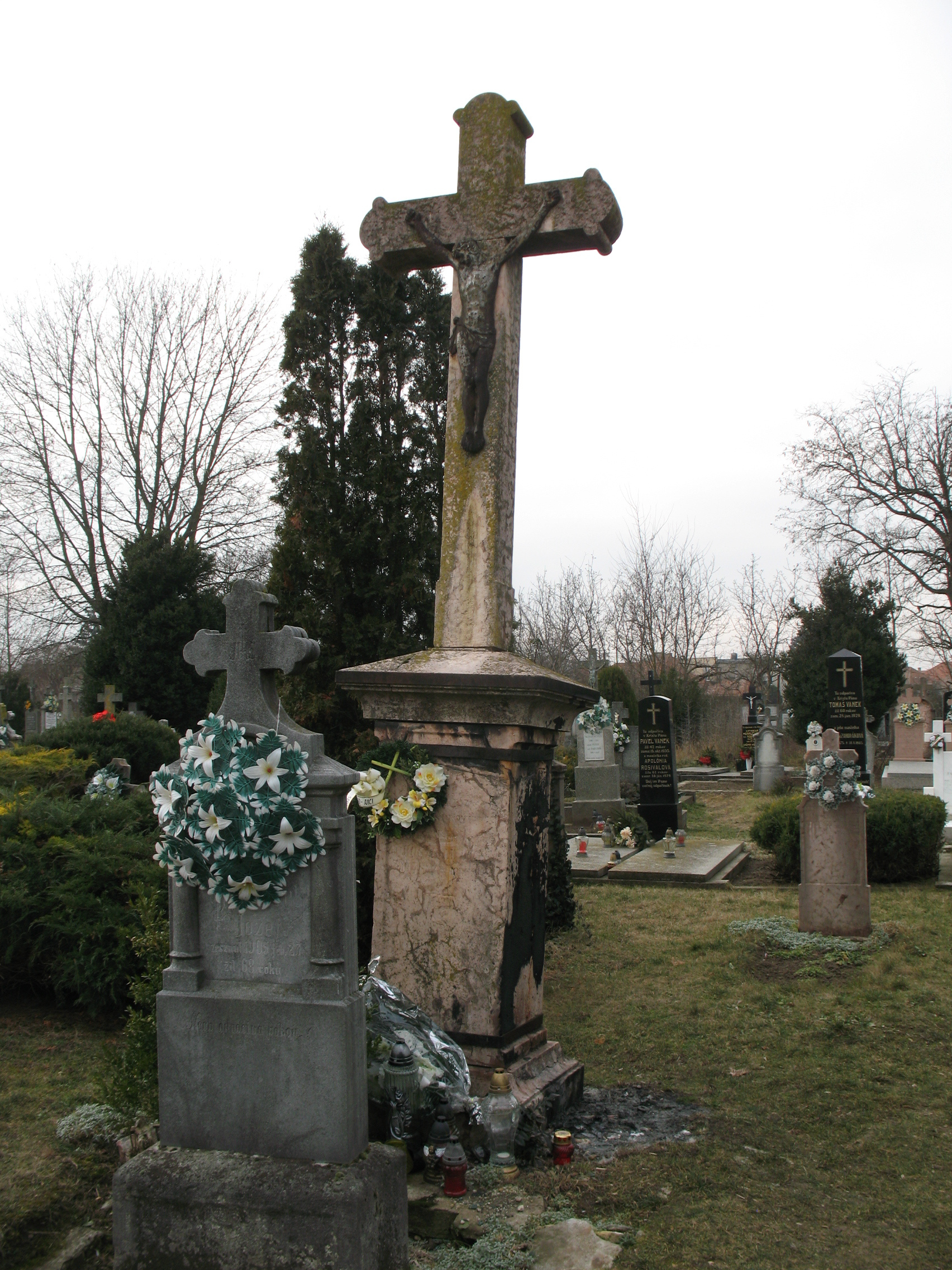
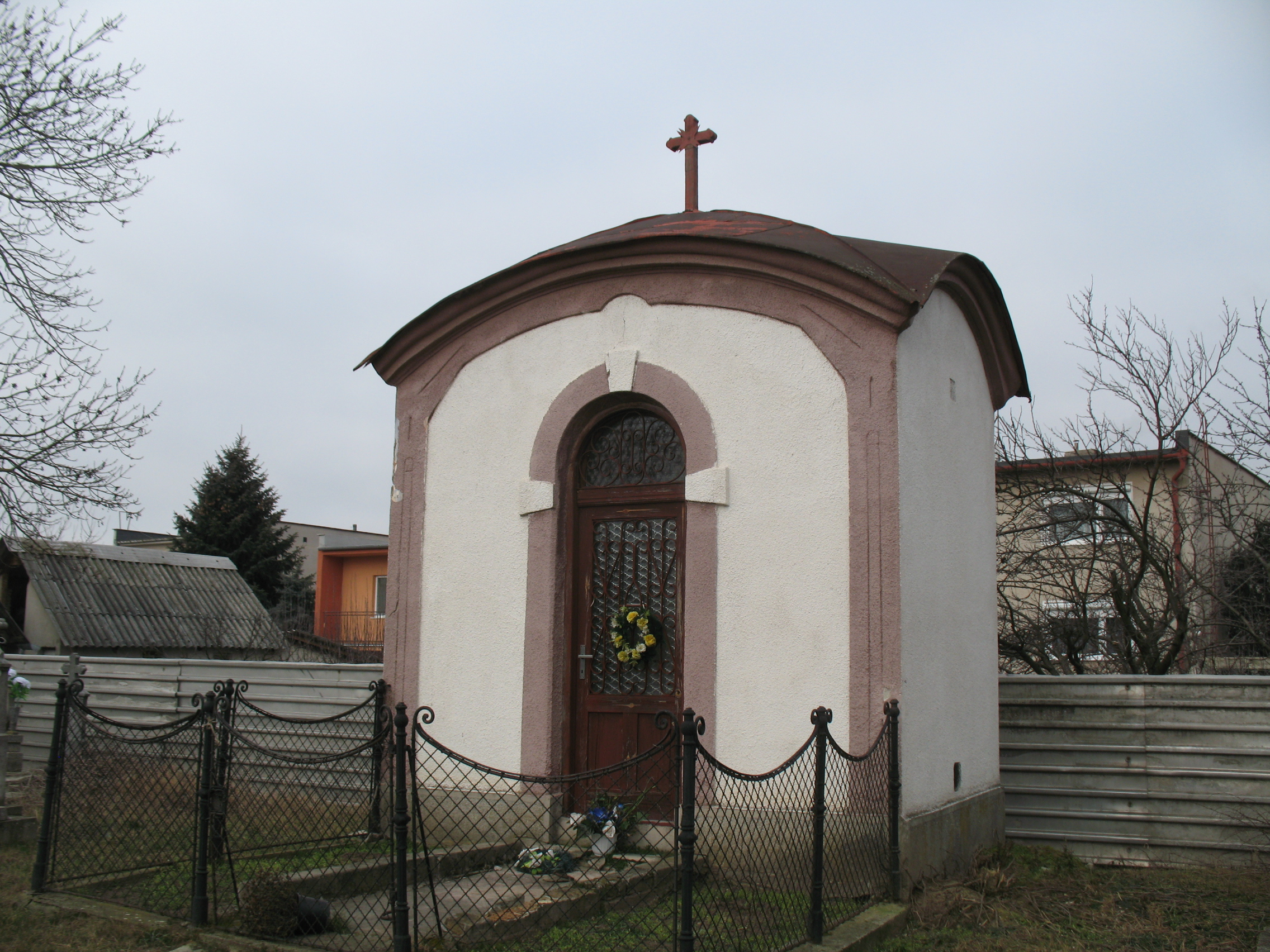

- Mihály arkangyal tiszteletére szentelt római katolikus temploma 1842-ben épült.